# Plegafulles flamulat
El plegafulles flamulat (Thripadectes flammulatus) és una espècie d'ocell de la família dels furnàrids (Furnariidae).

## Hàbitat i distribució
Habita el sotabosc de la selva humida, localment a les de Colòmbia, oest de Veneçuela, oest d'Equador i nord-oest de Perú.